# Sculpture ornementale

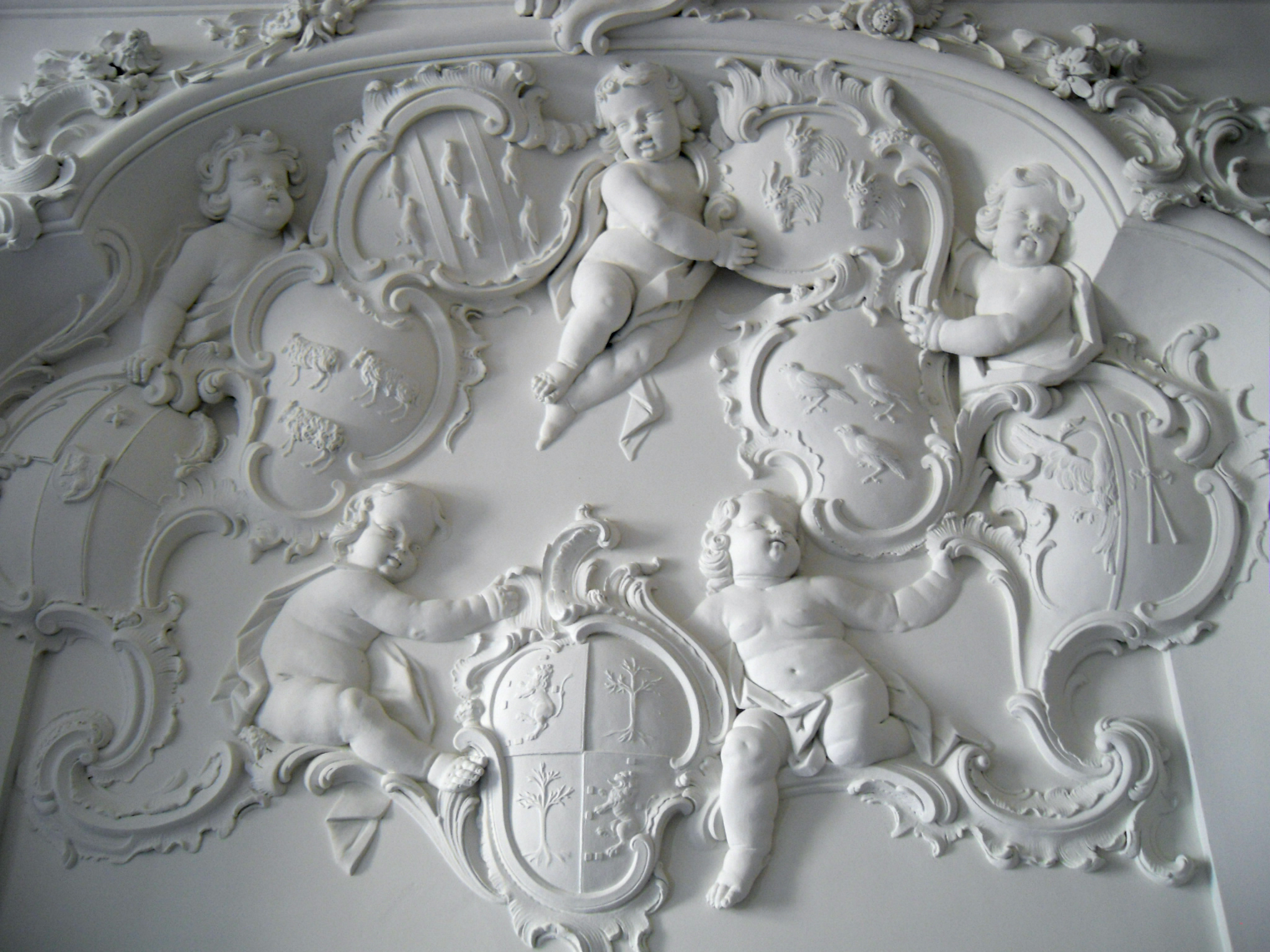
Joseph Bollina, stuc (1754), hall de la Fondation Renswoude à Delft (Pays-Bas).

La sculpture ornementale est un terme qui désigne l'utilisation de la sculpture en ornement dans des productions architecturales : bâtiment, pont, mausolée ou de tout autre monument. La sculpture est généralement liée à la structure et les œuvres isolées qui font partie de l'agencement original, associées à la sculpture ornementale, prennent le nom de statuaire.
La sculpture ornementale a été utilisée par les constructeurs à travers les âges et à peu près sur tous les continents, à l'exception de l'Australie pré-coloniale.

## Égypte antique

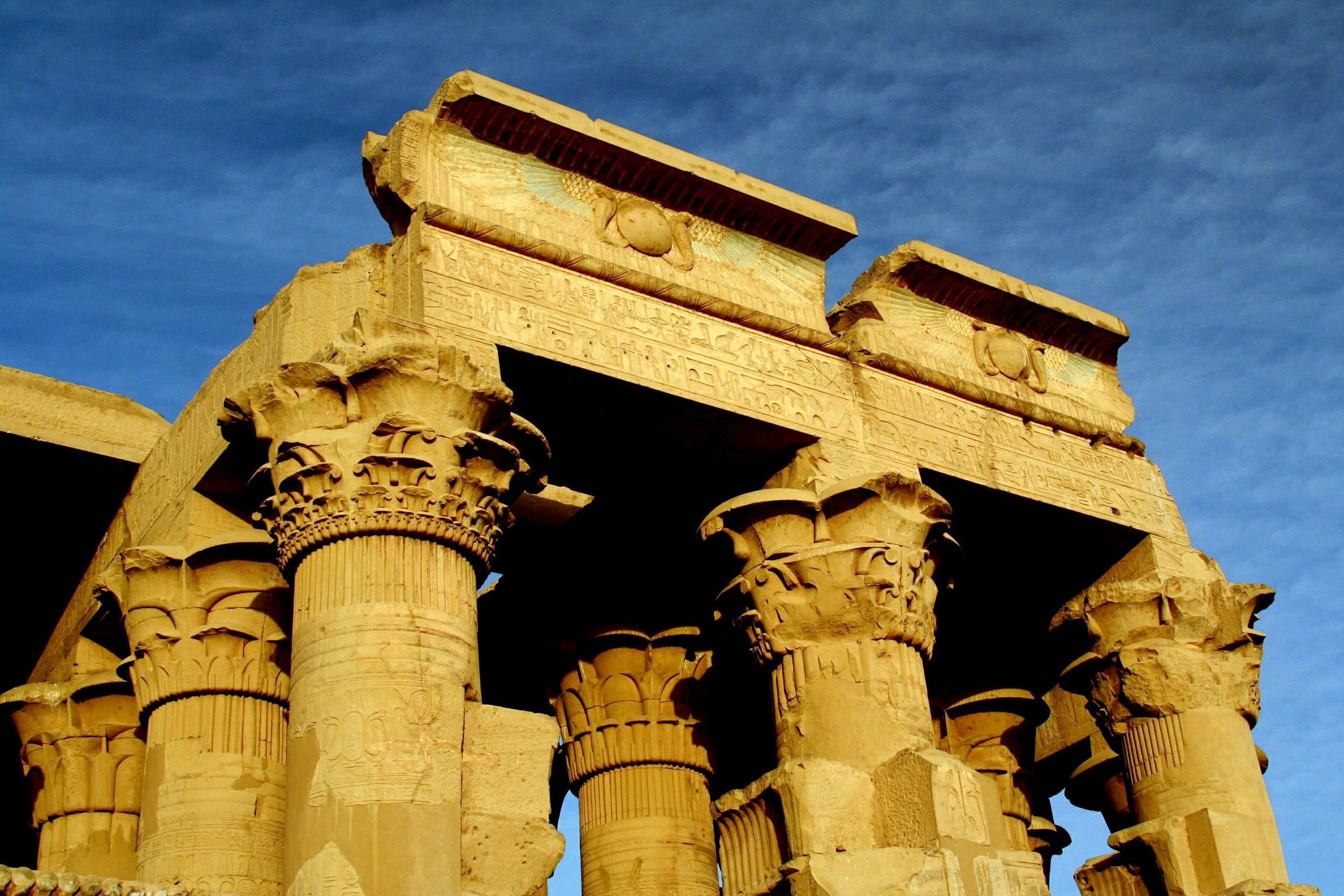
Fronton et chapiteaux sculptés du Temple de Sobek et Haroëris.

Les égyptiens de l'Antiquité accordaient une grande importance à l'art funéraire, faisant de leurs tombes et tombeaux des œuvres imposantes. Des statues étaient sculptées afin de représenter la personnalité, le physique et les qualités des défunts, notamment pour les pharaons dont les statues étaient parmi les plus grandes.

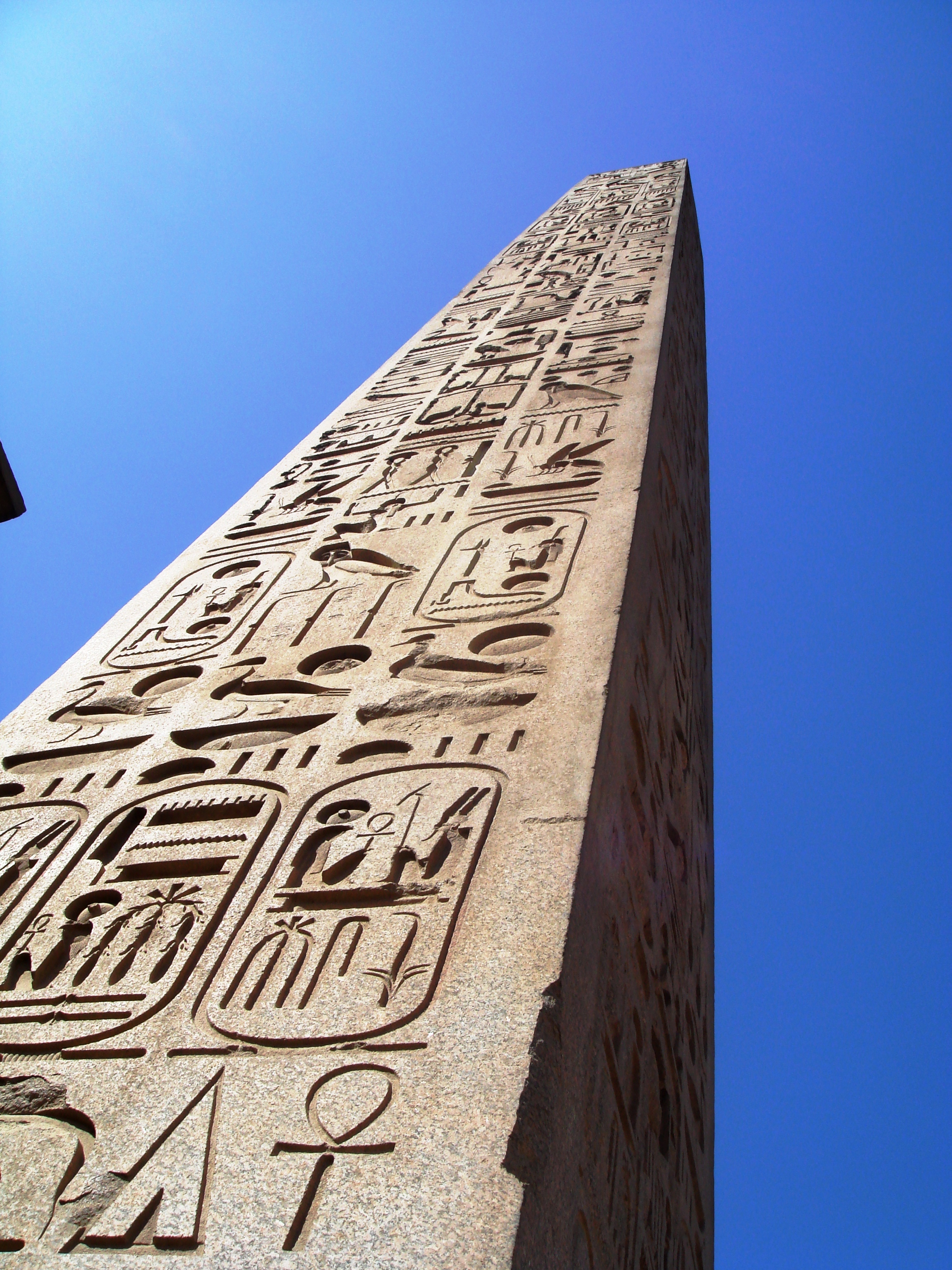
Obélisque du Temple de Louxor.

Les monuments religieux dédiés aux dieux ou pharaons comportaient, à l'extérieur comme à l'intérieur, de nombreuses sculptures architecturales qu'il s'agisse de statues, de colonnes et piliers sculptées, de bas-reliefs... L'exemple sans doute le plus célèbre de ces sculptures à la fois architecturale et monumentale est le Sphinx de Gizeh qui se dresse devant les grandes pyramides du plateau de Gizeh. Les bas-reliefs sont également très répandus, illustrant des scènes de la vie courante et souvent accompagnés de hiéroglyphes. Les obélisques, taillés dans un seul bloc de pierre, étaient généralement placés de part et d'autre des entrées des temples et pyramides. Ils étaient la plupart du temps sculptés et faisaient partie des plus importants éléments de base de l'architecture de l'Égypte antique.
À côté des statues représentant des personnalités égyptienne ou des pharaons, les sculptures architecturales étaient également utilisées pour décorer les éléments architecturaux, avec des ornements symboliques représentant par exemple un scarabée sacré, le disque solaire ou un vautour. Parmi les autres motifs souvent visibles sur ces sculptures, on peut noter la feuille de palmier, le papyrus, le bourgeon et les fleurs de lotus.

## Assyrie

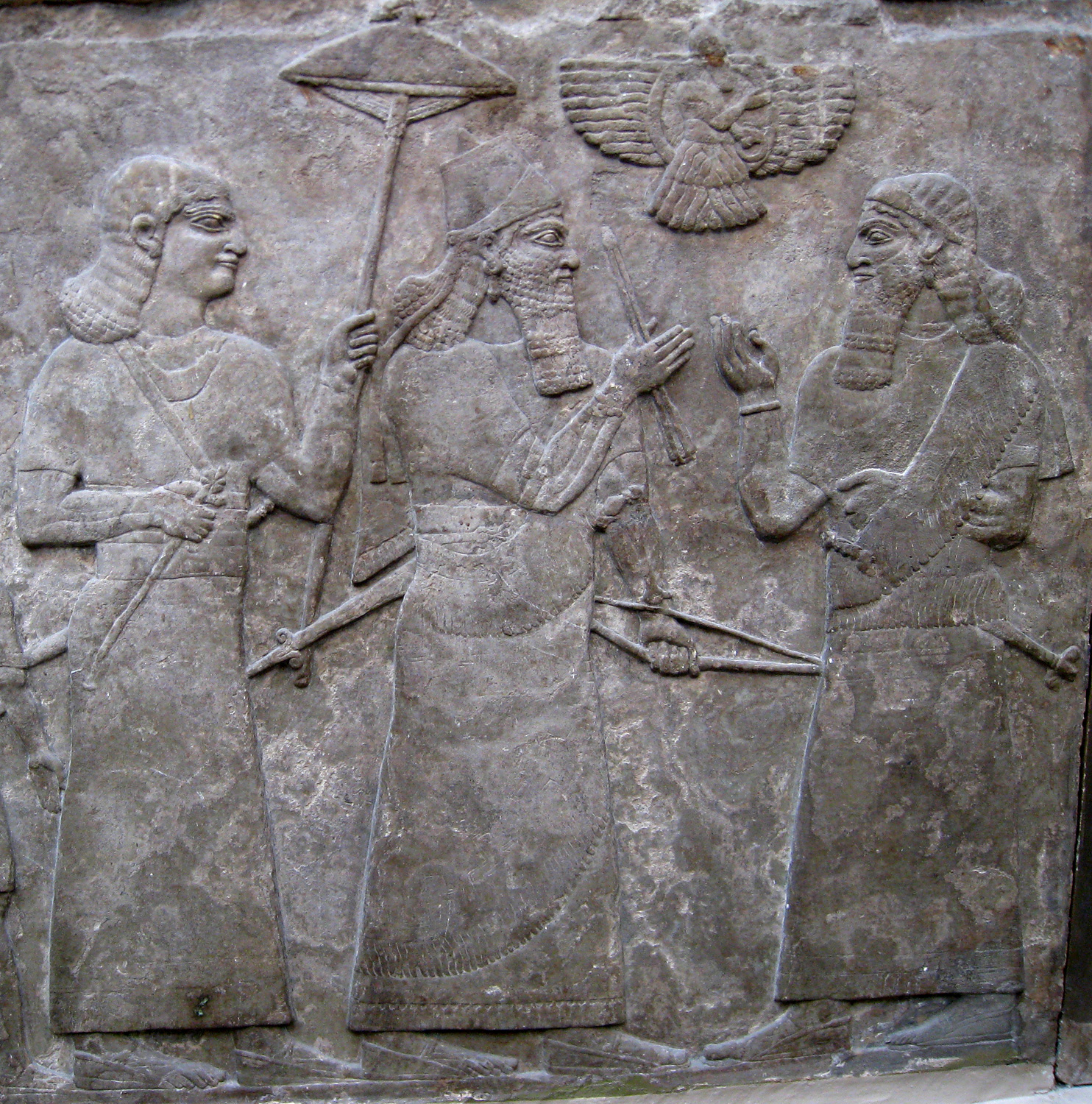
Bas-relief de l'un des palais de Nimrud en Assyrie (865-860 av. J.-C.), Londres, British Museum.

Dans le Croissant fertile, la tradition de la sculpture architecturale a commencé lorsque le roi Assurnazirpal II décida de déplacer la capitale de l'Assyrie à Nimrud vers 879 av. J.-C. Ce site était situé à proximité d'un gisement important de gypse. Cette pierre était facile à découper et à transporter en large blocs permettant de réaliser aisément des sculptures pour les palais qui devaient être construits.
La technique consistait à créer des dessins muraux luxuriant qui étaient ensuite sculptés en bas-relief. Les Assyriens ont surtout manifesté leur goût pour les bas-reliefs, retrouvés en grande quantité dans les palais royaux néo-assyriens. En revanche, il existe assez peu d'exemples de ronde-bosse.
Les bas-reliefs des palais assyriens étaient sculptés sur des orthostates, de grandes pierres placées contre les murs du bâtiment. Les sujets étaient représentés de profil. On peut observer l'évolution artistique des sculpteurs assyriens entre le palais d'Assurnasirpal II à Kalkhu et ceux de Sennacherib et d'Assurbanipal à Ninive, qui constituent le summum de l'art des bas-reliefs assyriens, impressionnants de réalisme (notamment dans la représentation des mouvements).
Un autre facteur ayant contribué au développement de la sculpture architecturale furent les petits sceaux gravés qui ont été fabriqués dans la région pendant des siècles.

## Inde

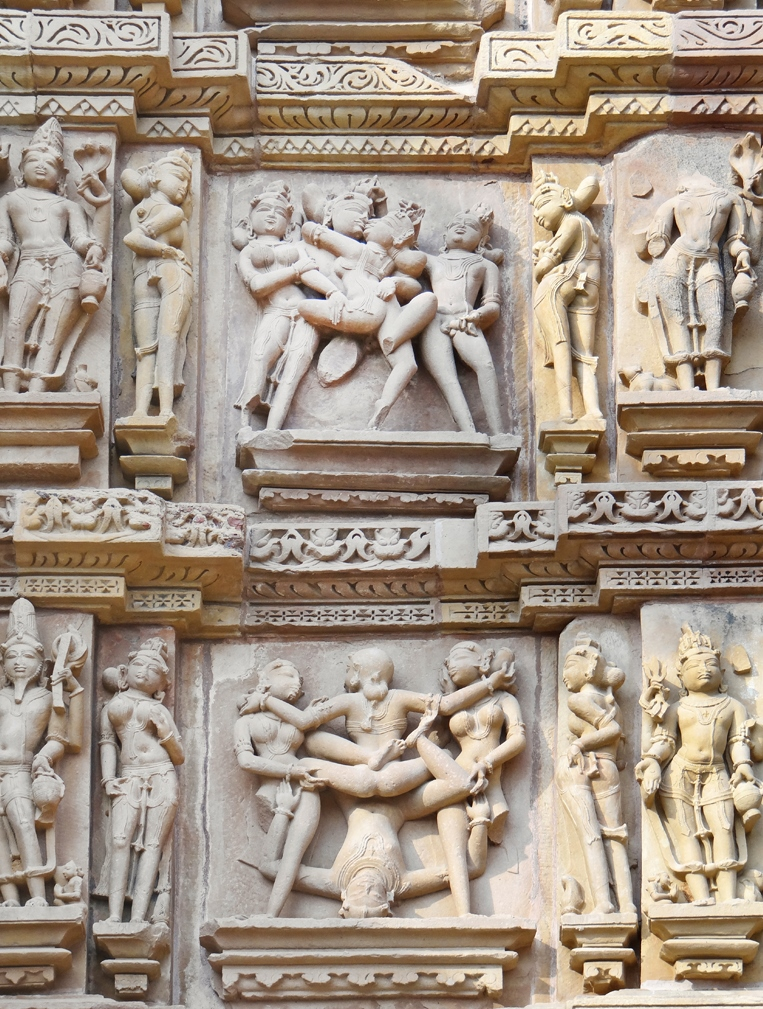
Le Temple Kandariya Mahadeva (Khajurâho)

La renommée de Khajurâho tient aussi à des scènes de maithuna, des couples d'amoureux, et à une multitude d'apsaras, êtres célestes ayant l'apparence de jolies femmes, aux formes généreuses et aux attitudes pleines de charme, qui couvrent certaines parties des espaces dédiés à la sculpture figurative, sur les faces externes des grands temples et bien visibles de tous.

## Empire Khmer

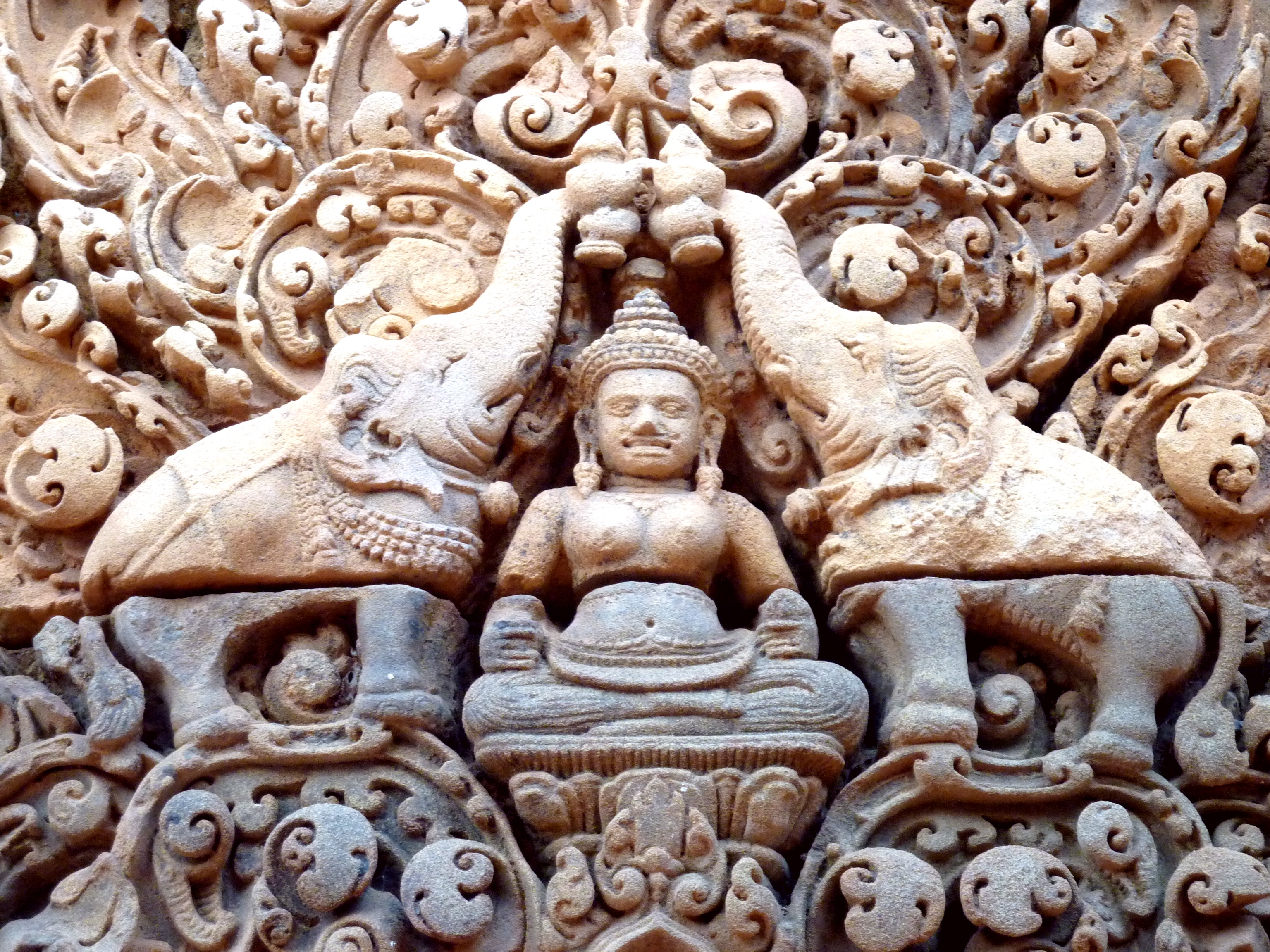
Banteay Srei

## Art islamique

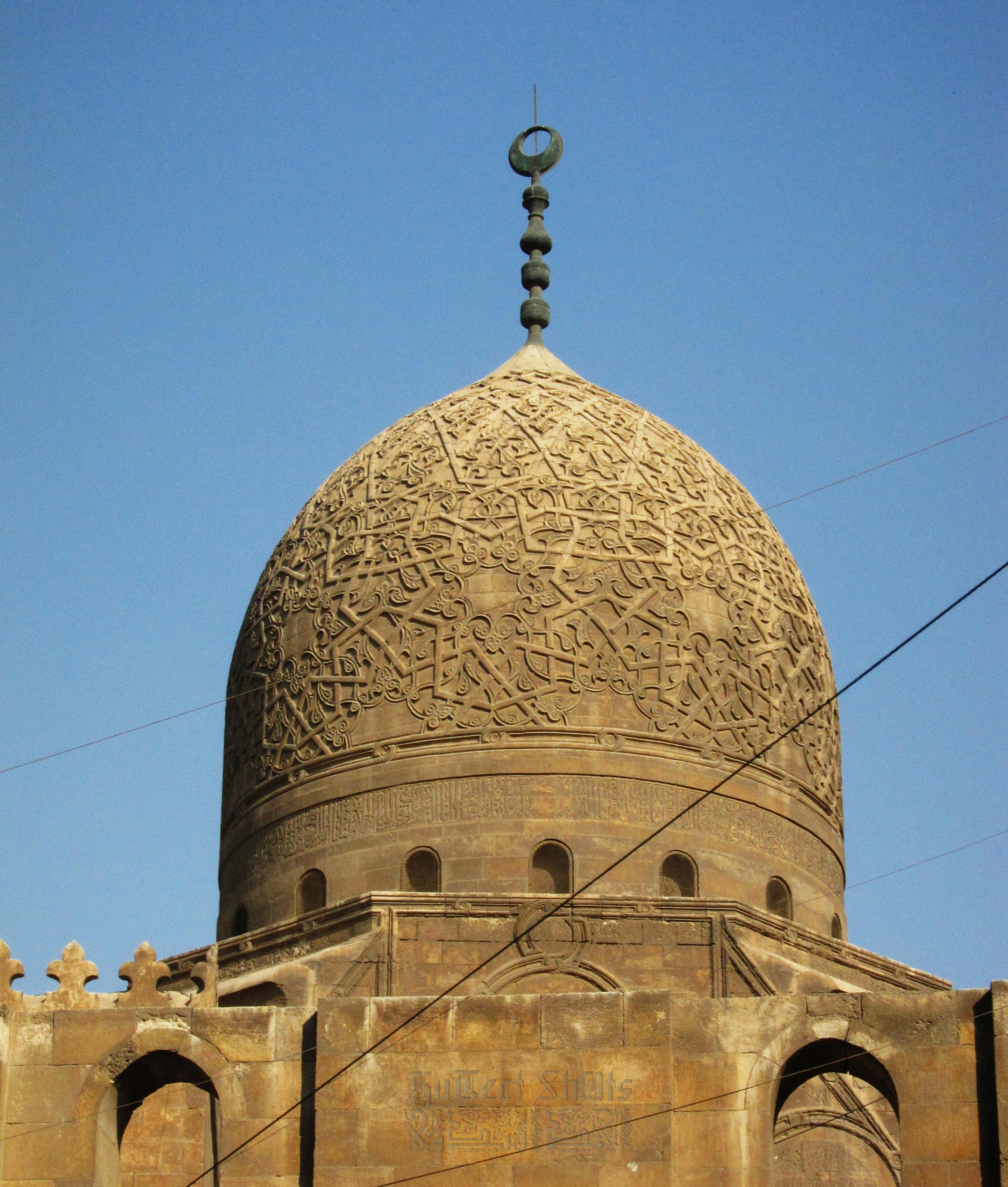
Madrasa et Mosquée du Sultan Qaytbay, Le Caire, Égypte Date du monument 1474

## Europe

### Antiquité grecque, étrusque et romaine

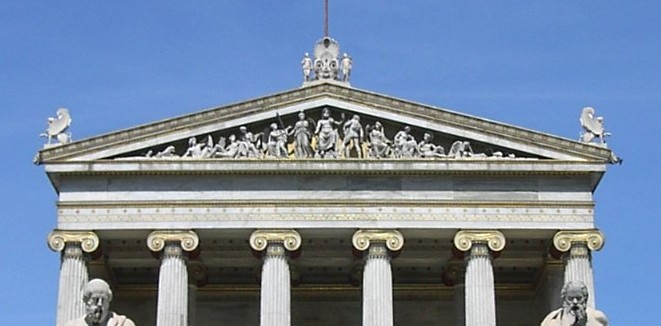
Fronton de l'académie d'Athènes à Athènes.

La décoration de bâtiments publics avec des sculptures était assez répandu dans l'antiquité grecque et romaine.
En Grèce, la sculpture architecturale confinait au sacré et elle avait une place très particulière dans l'architecture. Ainsi, dans l'ordre dorique, il y avait de nombreux frontons sculptés aux extrémités des temples, des reliefs sur les métopes et des statues aux sommet et dans les coins de chaque fronton. Dans l'ordre ionique, les sculptures sur les frontons sont rares mais il y avait souvent de frises autour de la partie haute des temples.
Les grecs et le romains avaient une approche de la décoration architecturale et de la sculpture profondément liée aux messages que chacune de ces civilisations désirait relayer. Au fil du temps, les sculpteurs antiques ont fait évoluer leur style d'une forme archaïque, puis classique et enfin hellénistique.

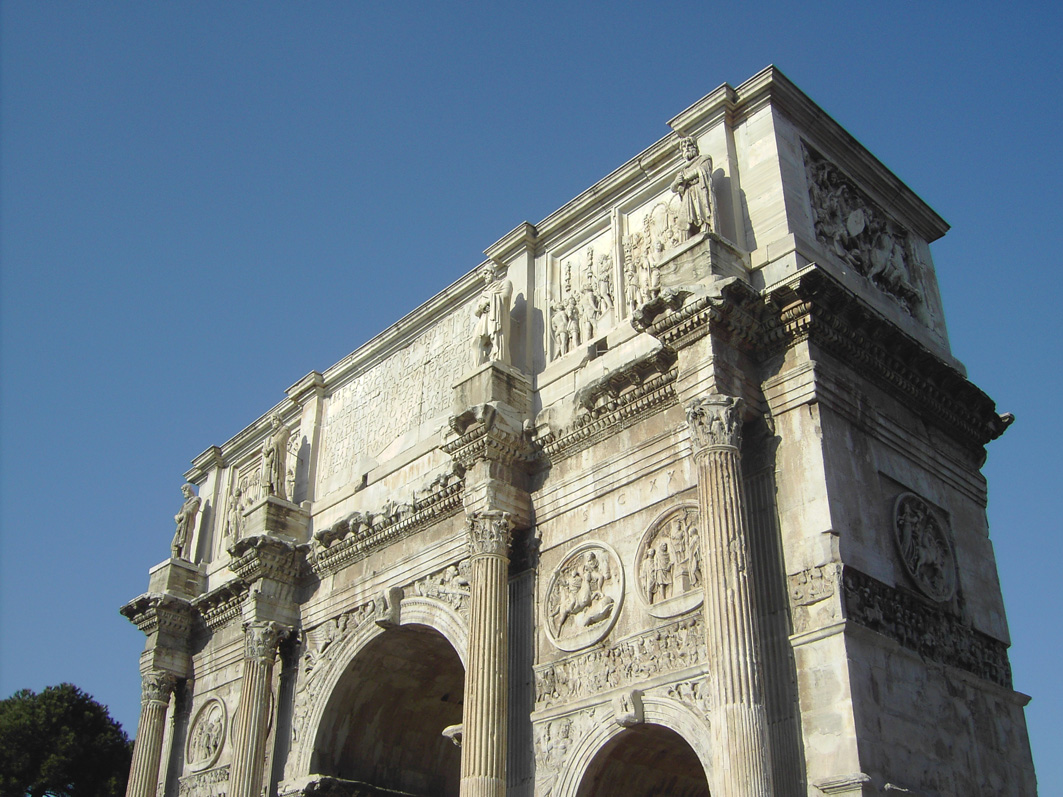
Vue des reliefs de l'Arc de Constantin à Rome.

Il existe un grand nombre de bâtiments qui étaient ornés de sculptures architecturales : des temples (voir temple grec, temple romain), des amphithéâtres, forums ou monuments funéraires. La finalité de ces sculptures est souvent liée à la commémoration d'un évènement, d'une victoire militaire ou à la célébration d'un personnage. Par exemple, en Grèce, le Trésor des Athéniens commémorait la victoire grecque lors des guerres médiques. De même, les romains ont construit des colonnes et des arches pour célébrer des victoires militaires romaines comme l'Arc de Constantin proche du Colisée.
Le thème dominant dans la sculpture architecturale grecque et romaine est le récit historique. Alors que les romains étaient plus soucieux de documenter et commémorer les évènements contemporains, les Grecs étaient plus préoccupés par la mythologie et les évènements passés. Les récits historiques se retrouvent sur tous les types de structures que ce soit des monuments commémoratifs, tels que les temples, ou des colonnes. Les Grecs représentaient par exemple ces récits historiques dans les Gigantomachies ou les Amazonomachies. Sur le temple de Zeus à Olympie, on trouve un centaure qui est très similaire à celui existant sur le Parthénon sur l'acropole d'Athènes. Inversement, la nature de certains récits historiques romains puise dans la tradition grecque. Par exemple, le monument de Aemilius Paullus à Delphes représente une scène de la bataille de Pydna contre le roi de Macédoine, Persée.

### Période médiévale

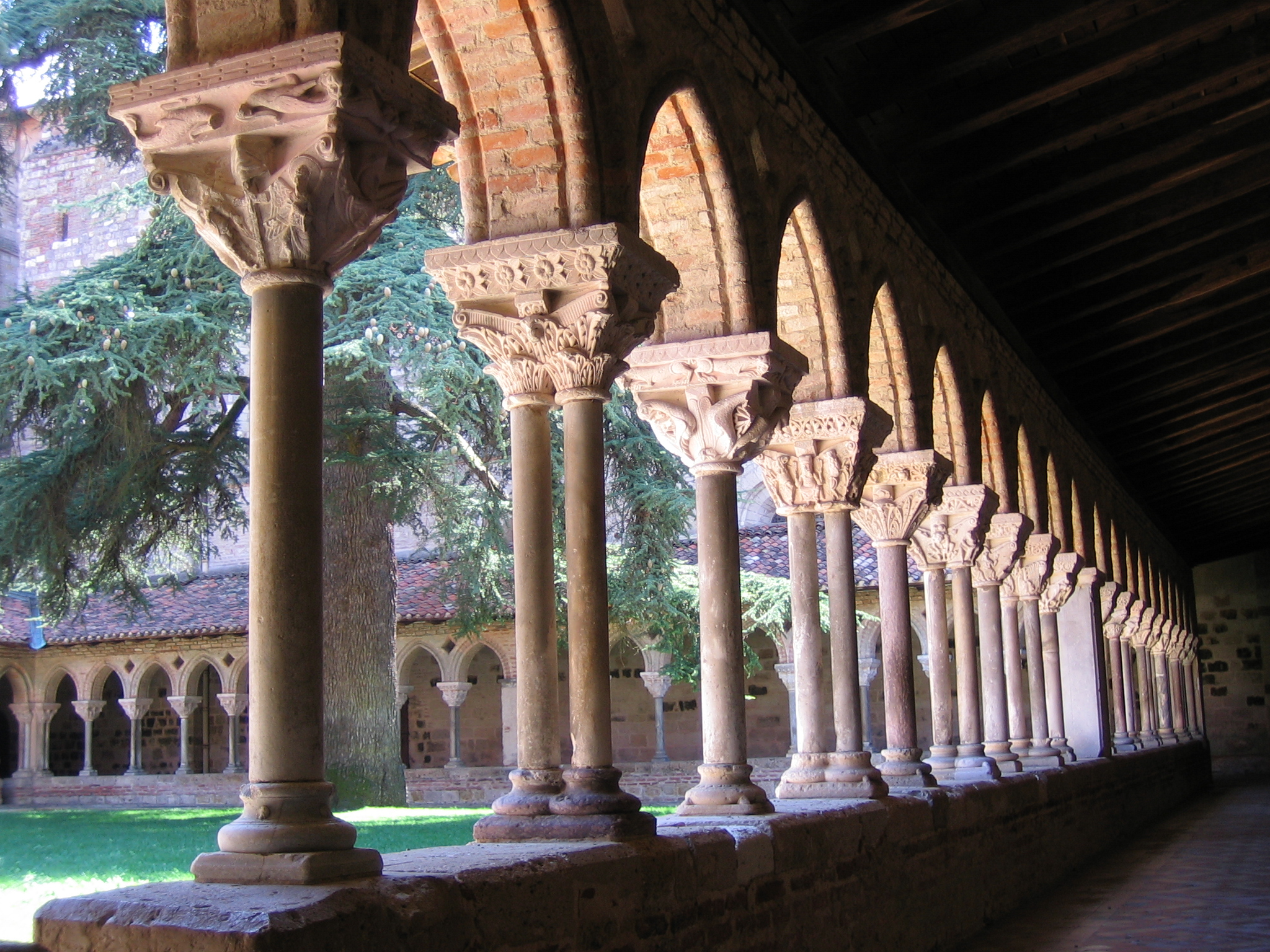
Vue des chapiteaux du cloître de l'Abbaye Saint-Pierre de Moissac.

Dans l'art roman ou médiéval, la sculpture n'est pas qu'un procédé décoratif ou ornemental. Elle fait partie intégrante des édifices et reste incorporée à l'architecture avec laquelle elle forme un tout. La sculpture médiévale est donc essentiellement architecturale. L'historien d'art Henri Focillon indique :
« Cette sculpture, quelque complexe, quelque luxuriante qu'elle soit ne déborde jamais. Elle est fortement maintenue, elle est d'accord avec les fonctions constructives et l'ordonnance architecturale, elle fait corps avec la pierre, elle est le mur même, mur décoré combiné avec le mur nu. »
La sculpture est liée à l'architecture car les sculpteurs romans ne connaissaient pas la ronde-bosse. On trouve donc essentiellement des éléments sculptés des chapiteaux des colonnes. On trouve fréquemment des chapiteaux sculptés, dans les cloîtres, églises et cathédrales, au niveau de la nef centrale, les collatéraux mais surtout à la jonction du chœur et du déambulatoire.
La sculpture médiévale est aussi très présente au niveau des façades. Les portails sculptés sont une invention romane. Les blocs qui composent le portail ont généralement été préalablement sculptés avant d'être assemblés.
Avec le gothique, les chapiteaux disparaissent progressivement à mesure qu'ils s'éloignent du sol, les colonnes s'élancent d'un jet jusqu'à la voûte. Au XVIe siècle, la sculpture commence à se détacher de l’architecture et à vivre d'une vie propre.

### Renaissance artistique

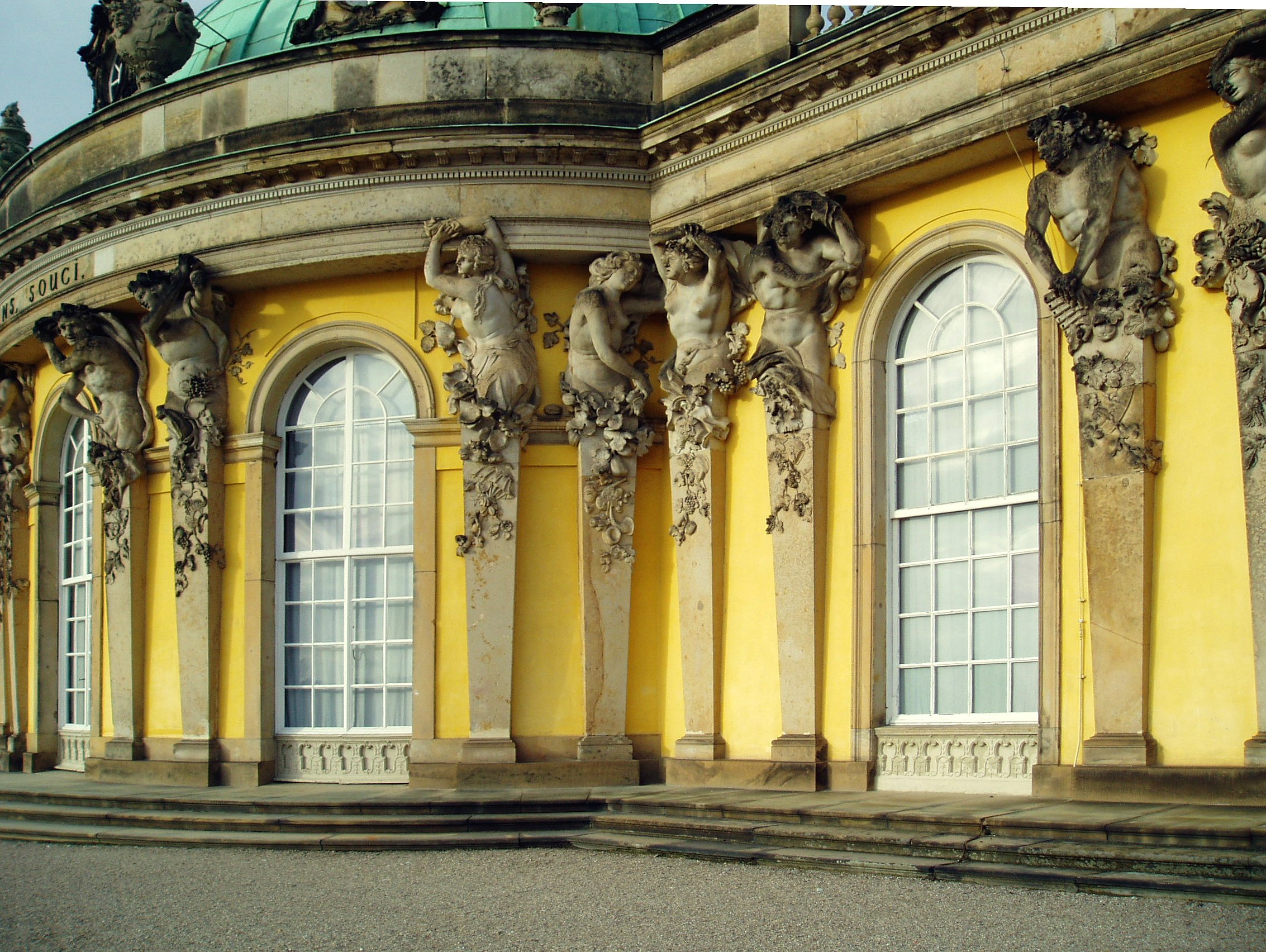
Façade sculptée du Palais de Sanssouci près de Potsdam en Allemagne.

Comme pour les périodes antérieures, la sculpture du début de la Renaissance est essentiellement liée à l'architecture. Peu à peu, la sculpture architecturale va laisser la place à une forme de sculpture indépendante et au statuaire qui n'a pas nécessairement de lien avec les constructions.
La Renaissance marque un retour de la sculpture à des formes et thèmes de l'Antiquité, en particulier grecque qui se caractérise par l'utilisation de grandes caractéristiques de ses sculptures (colonne dorique, colonne ionique, colonne corinthienne).

### XIXe siècle, éclectisme et historicisme

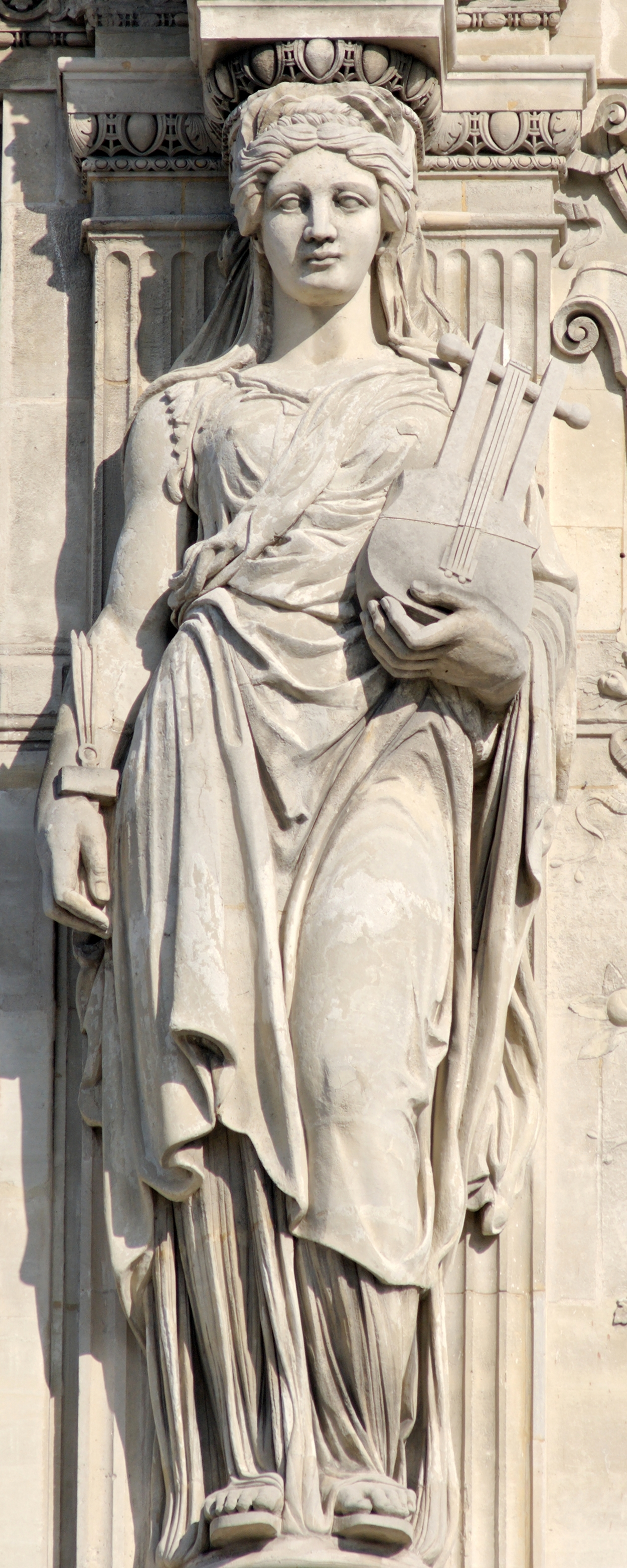
Eugène Guillaume, Cariatide, Paris, palais du Louvre, pavillon Turgot.

## Époque moderne
Ornement et Crime, ouvrage majeur de l'architecte viennois Adolf Loos, promeut la simplicité, la géométrie et la cohérence structurelle de l'architecture. Cette conception s'oppose à l'éclectisme et à l'historicisme alors en vigueur. Le mouvement moderne, l’architecture moderne, parfois également dit modernisme, courant de l’architecture avec le mouvement du Bauhaus est caractérisé par un retour au décor minimal et aux lignes géométriques pures. L'absence de détails décoratifs devient la marque de fabrique de l'architecture moderne et est assimilée aux vertus morales de l'honnêteté, de la simplicité et de la pureté. Ce qui avait commencé comme une affaire de goût se transforme en obligation esthétique virant à l'ostracisme. Les modernes déclarent que leur façon de construire est la seule acceptable. Les métiers artisanaux de l'ornementation sont condamnés et disparaissent peu à peu.